# 장칭
장칭(중국어: 江青, 병음: Jiāng Qīng, 한자음: 강청, 1914년 3월 19일 ~ 1991년 5월 14일)은 중화인민공화국의 정치인, 문화대혁명의 지도자, 중화인민공화국 국가원수 영부인(1949년 10월 1일 ~ 1959년 4월 27일), 연극배우, 영화배우, 작가였다. 그녀는 마오쩌둥의 4번째 부인이다. 본명은 리수멍(중국어: 李淑蒙, 병음: Lǐ Shūméng, 한자음: 이숙몽), 아명(兒名)은 리윈허(중국어: 李云鹤, 병음: Lǐ Yunhé, 한자음: 이운학), 호(號)는 룬칭(潤靑,윤청)이다. 초기 필명은 리진하이(李进孩,이진해), 리진(李进,이진)이며 장칭 또한 혁명 운동을 위한 필명(筆名)이다. 또한 연극배우 시절의 예명(藝名)으로 란핑(중국어: 藍蘋, 蓝苹, 병음: Lán Píng, 한자음: 남평)이 있다. 서방의 문헌에서는 마담 마오(Madame Mao)로 지칭되기도 한다.

## 생애

### 중국 공산당 입당
그녀는 산둥성 주청 출신으로, 일찍이 1929년부터 연극을 공부하였고, 칭다오 대학 도서관에서 일하기도 하였으며, 중국 좌익 영화의 배우로 활동하던 1933년 중국 공산당에 입당했다. 그녀는 상하이에서 몇몇 영화들의 주연, 조연급으로 출연했던 영화배우이었다. 이 와중에 두 차례 결혼하지만 모두 이혼했고, 중화소비에트공화국의 이전으로 중국 공산당의 본부가 있던 옌안으로 1937년에 왔고, 그곳에 설립된 루쉰 예술학원에서 교편을 잡기도 했다. 1939년 마오쩌둥과 3혼을 하였다.

### 문화대혁명
중화인민공화국 성립 이후, 중국 공산당 문화부의 공작에 자문역으로 참여하면서 차츰 정치에 직접 손을 뻗어, 1960년대에는 사인방의 우두머리로서 극좌 노선의 문화대혁명을 이끌면서 홍위병들을 지도했다. 이 당시에 그녀는 '무산 계급의 위대한 기수(无产阶级伟大旗手)'로 칭송되었다.

### 몰락
1976년 마오쩌둥 사후, 화궈펑에 의하여 실각되었다가 그로부터 얼마 지나지 않아 화궈펑과 덩샤오핑의 주도 하에서 '린뱌오-장칭 반혁명당집단(중국어 정체자: 林彪-江靑 反革命黨集團, 한자음: 림표-강청 반혁명당집단)'의 주범으로 지목됐다. 1976년 10월 6일 장춘차오, 야오원위안, 왕훙원과 함께 체포되어 1981년 '국가와 인민에 심각한 재난적 내란을 범한 죄'로 사형 및 집행유예 2년을 선고받았고, 2년 후인 1983년 무기징역형으로 감형되었으며, 1984년 2월 29일부터는 치료 목적을 겸한 가택 연금 조치 처분되었고, 연금 중에 1991년 5월 14일 77세의 나이로 자살하였다.